# Bamberger Basketball 2016-2017
Questa voce raccoglie le informazioni riguardanti il Bamberger Basketball nelle competizioni ufficiali della stagione 2016-2017.

## Stagione
La stagione 2016-2017 del Bamberger Basketball è la 43ª nel massimo campionato tedesco di pallacanestro, la Basketball-Bundesliga.

## Roster
Aggiornato al 27 luglio 2018
| Brose Bamberg 2016-17 | Brose Bamberg 2016-17 |
| Giocatori             | Staff tecnico         |
| --------------------- | --------------------- |

| N. | Naz.                   | Ruolo | Nome                 | Anno | Alt.   | Peso   |  |
| -- | ---------------------- | ----- | -------------------- | ---- | ------ | ------ |  |
| 1  | Francia (bandiera)     | G     | Fabien Causeur       | 1987 | 195 cm | 90 kg  |  |
| 4  | Italia (bandiera)      | AG    | Nicolò Melli         | 1991 | 205 cm | 100 kg |  |
| 6  | Grecia (bandiera)      | PG    | Nikos Zīsīs          | 1983 | 197 cm | 94 kg  |  |
| 7  | Slovenia (bandiera)    | P     | Aleksej Nikolić      | 1995 | 191 cm | 92 kg  |  |
| 8  | Germania (bandiera)    | G     | Lucca Staiger        | 1988 | 196 cm | 93 kg  |  |
| 10 | Germania (bandiera)    | C     | Daniel Theis         | 1992 | 204 cm | 110 kg |  |
| 11 | Lituania (bandiera)    | AP    | Arnoldas Kulboka     | 1998 | 205 cm | 88 kg  |  |
| 12 | Germania (bandiera)    | P     | Maodo Lô             | 1992 | 191 cm | 82 kg  |  |
| 13 | Lettonia (bandiera)    | G     | Jānis Strēlnieks     | 1989 | 191 cm | 84 kg  |  |
| 14 | Bielorussia (bandiera) | C     | Uladzimir Verameenka | 1984 | 211 cm | 107 kg |  |
| 16 | Germania (bandiera)    | AP    | Louis Olinde         | 1998 | 205 cm | 83 kg  |  |
| 20 | Germania (bandiera)    | A     | Elias Harris (C)     | 1989 | 203 cm | 108 kg |  |
| 21 | Stati Uniti (bandiera) | AP    | Darius Miller        | 1990 | 203 cm | 102 kg |  |
| 22 | Stati Uniti (bandiera) | G     | Jerel McNeal         | 1987 | 191 cm | 91 kg  |  |
| 25 | Germania (bandiera)    | C     | Leon Kratzer         | 1997 | 212 cm | 110 kg |  |
| 33 | Germania (bandiera)    | AP    | Patrick Heckmann     | 1992 | 198 cm | 98 kg  |  |
| 43 | Croazia (bandiera)     | C     | Leon Radošević       | 1990 | 208 cm | 112 kg |  |
| -  | Germania (bandiera)    | C     | Yassin Idbihi        | 1983 | 208 cm | 107 kg |  |

| Allenatore                                                                                |
| - Andrea Trinchieri                                                                       |
| Assistente/i                                                                              |
| - Īlias Kantzourīs - Federico Perego Legenda - (C) Capitano - (IN) Inattivo - Infortunato |

## Mercato

### Sessione estiva
| Acquisti | Acquisti             | Acquisti       | Acquisti   | Acquisti |
| R.       | Nome                 | da             | Modalità   |          |
| -------- | -------------------- | -------------- | ---------- | -------- |
| P        | Maodo Lô             | Columbia Lions | definitivo |          |
| G        | Fabien Causeur       | Saski Baskonia | definitivo |          |
| AP       | Louis Olinde         | Wedel          | definitivo |          |
| C        | Uladzimir Verameenka | Pall. Reggiana | definitivo |          |
| C        | Leon Kratzer         | Breitengüßbach | definitivo |          |

| Cessioni | Cessioni          | Cessioni       | Cessioni         | Cessioni |
| R.       | Nome              | a              | Modalità         |          |
| -------- | ----------------- | -------------- | ---------------- | -------- |
| PG       | Brad Wanamaker    | Darüşşafaka    | fine contratto   |          |
| AG       | Johannes Thiemann | R. Ludwigsburg | fine contratto   |          |
| G        | Andreas Obst      | Gießen 46ers   | prestito         |          |
| G        | Malik Müller      | Baunach        | rinnovo prestito |          |

### Dopo l'inizio della stagione
| Acquisti | Acquisti     | Acquisti   | Acquisti         | Acquisti   |
| R.       | Nome         | da         | Data             | Modalità   |
| -------- | ------------ | ---------- | ---------------- | ---------- |
| G        | Jerel McNeal | Free agent | 21 dicembre 2016 | definitivo |

| Cessioni | Cessioni | Cessioni | Cessioni | Cessioni |
| R.       | Nome     | a        | Data     | Modalità |
| -------- | -------- | -------- | -------- | -------- |